# Marsan
Marsan (gaskognisch Marçan) ist eine französische Gemeinde mit 464 Einwohnern (Stand 1. Januar 2022) im Département Gers in der Region Okzitanien; sie gehört zum Arrondissement Auch und zum Gemeindeverband Coteaux Arrats Gimone. Die Bewohner nennen sich Marsannais/Marsannaises.

## Geografie
Marsan liegt auf einer Anhöhe rund elf Kilometer ostnordöstlich der Stadt Auch im Osten des Départements Gers. Die Gemeinde besteht aus den Dörfern En Blandin und Marsan, mehreren Weilern sowie Einzelgehöften. Marsan hat einen Anschluss an die zweistreifige Route nationale 124. Die Route nationale 21 führt zudem nur wenige Kilometer westlich vorbei.

## Geschichte
Ein Schloss bestand sicher seit dem 12. Jahrhundert. Denn um das Jahr 1170 wurde ein Aimeric de Montesquiou als Schlossbesitzer erwähnt. Bei einer Auseinandersetzung zwischen dem Grafen von Armagnac und dem Erzbistum Auch wurde dieses erste Schloss zerstört. Im 18. Jahrhundert entstand auf dem gleichen Platz das heutige Schloss, das den Montesquiou noch gehört.
Im Mittelalter lag der Ort innerhalb der Grafschaft Haut-Armagnac, die ein Teil der Provinz Gascogne war. Die Gemeinde gehörte von 1793 bis 1801 zum District Auch, zudem lag Marsan von 1793 bis 2015 im Wahlkreis (Kanton) Gimont. Die Gemeinde ist seit 1801 dem Arrondissement Auch zugeteilt.

## Bevölkerungsentwicklung
| Jahr      | 1962 | 1968 | 1975 | 1982 | 1990 | 1999 | 2006 | 2020 |
| Einwohner | 383  | 301  | 307  | 330  | 420  | 430  | 436  | 477  |

Quellen: Cassini und INSEE

## Sehenswürdigkeiten
- Schloss Marsan aus dem 17. und 19. Jahrhundert (im Besitz der Familie de Montesquiou), Monument historique seit 1991[1]
- Kirche St. Peter und Paul
- Kapelle in Lasserre
- Denkmal für die Gefallenen[2]
- drei Wegkreuze und eine Madonnenstatue[3]
- Wasserturm im Ortsteil Le Cap du Prat

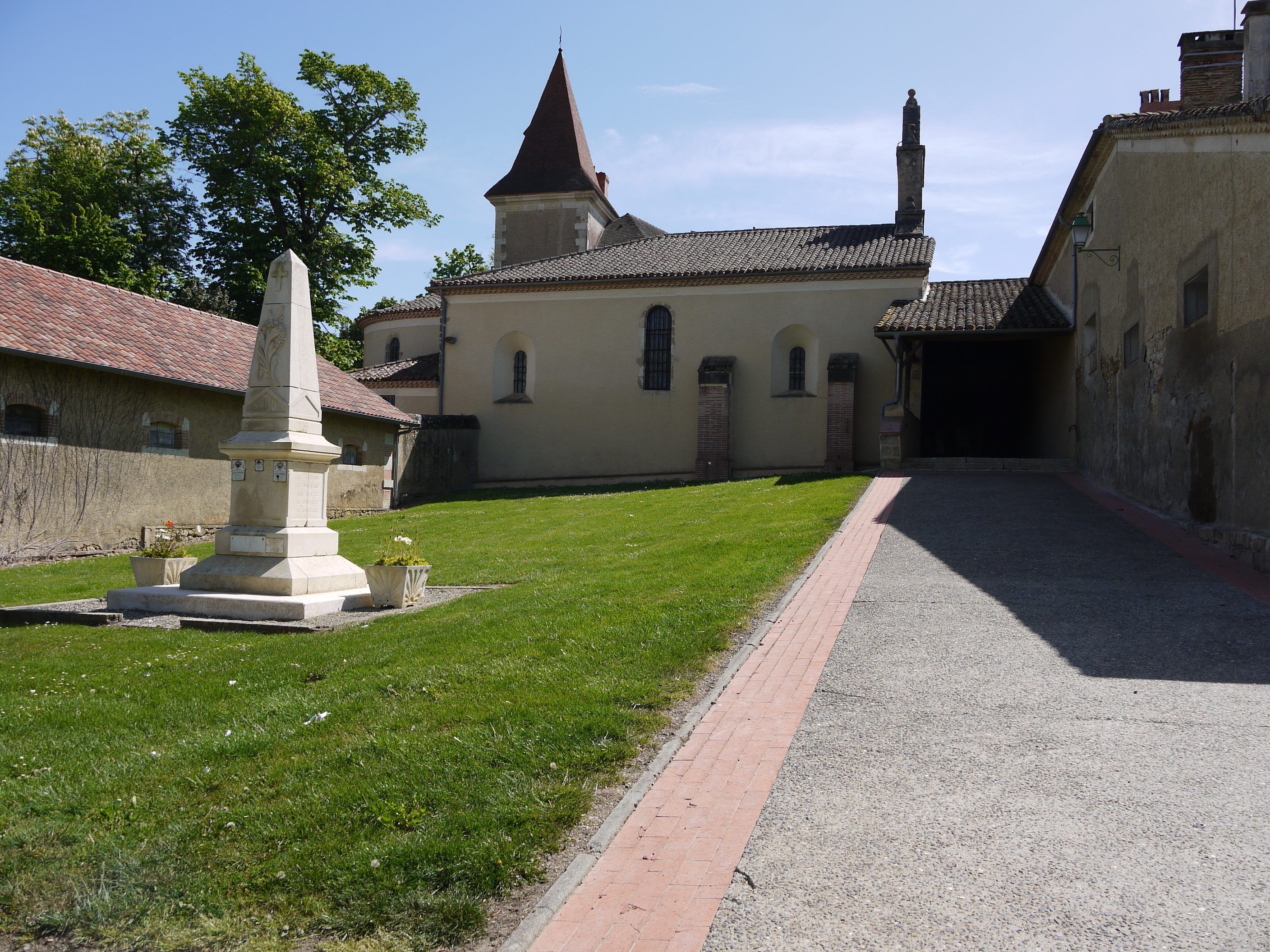
Gefallenendenkmal und Kirche St. Peter und Paul